# Anastasija Borodina
Anastasija Valeriïvna Borodina-Pidpalova (in ucraino Анастасія Валеріївна Бородіна-Підпалова?; 5 gennaio 1982) è una pallamanista ucraina.

## Palmarès

### Olimpiadi
- 1 medaglia:
  - 1 bronzo (Atene 2004)